# 松森 (青森市)
松森（まつもり）は青森県青森市の地名。一丁目から三丁目及び大字松森が設置されている。郵便番号030-0965。本記事では、主に松森一～三丁目を扱う。ただし、「歴史」の項目では、「大字松森」の時代から扱う。

## 地理
- 青森中心市街地東部に位置する。北で花園、東で佃・中佃・南佃、南で古館、西の駒込川越しに筒井・桜川、堤川越しに松原と隣接する。また、青い森鉄道東青森駅北側には大字松森字佃がわずかに残り、西から北にかけて南佃、東で田屋敷（字増田）、南で古館と接している。
- 藤田組通り（東青森駅通り）と駒込川に挟まれ、川に沿う形で南北に細長いが、北部（1丁目）に2つの放送局が立地している。なお、松森二・三丁目の境界が松桜橋の大通りを避けているのは、当時は道路が出来ていなかったためである。
- 域内は、ほぼ全体にわたり住宅地である。ただし、主な道路沿いについては、「道路」の項目を参照のこと。
- なお、市内には、かつて「松森町」が存在した[3]が、これは、現在の堤町1丁目と青柳2丁目の一部であり、当地とは無関係である。

### 河川
- 堤川 - 駒込川と合流し、北部（一丁目）の西辺を北流する。
- 駒込川 - 堤川の支流。西辺を北流する。

## 歴史
- 集落としての発足は、17世紀後半、ここで新田開発が行われたことによる。津軽郡田舎庄に属した。もとはここに古い館跡があったことから「古館村」と称し、後に松森村と改めた。小字には、福田と佃があった。おおむね、福田は駒込川に近い西部にあり、東部は佃であった。
- もともとは農村であったが、昭和30年代、北から宅地化が進行し、現在、松森の南部にわずかな畑が残るのみである。

- 1889年（明治22年） - 東津軽郡造道村に属する。（1927年〈昭和2年〉、造道村は浜館村と改称。）
- 1955年（昭和30年）  - 浜館村の青森市への合併に伴い、松森は青森市の大字となる。
- 1987年（昭和62年） – 佃・福田地区住居表示実施により、大字松森の一部が、周辺地区の一部を取り込んで、松森・佃となる。
  - 松森一・二丁目 - 松森字福田、松森字佃の一部
  - 松森三丁目 - 松森字福田、松森字佃、古館字安田、筒井字桜川の各一部
  - 佃一丁目 - 造道字浪打、松森字佃の各一部
  - 佃二丁目 - 松森字佃の一部
  - 佃三丁目 - 松森字佃、小柳字刈田の各一部
- 1989年（平成元年） - 佃地区住居表示実施により、大字松森の一部が、周辺地区の一部も取り込んで中佃、あるいは南佃となる。
  - 中佃一丁目 - 松森字佃の一部
  - 中佃二丁目 - 松森字佃、田屋敷字増田、小柳字刈田の各一部
  - 中佃三丁目 - 松森字佃、小柳字刈田、浜館字見取の各一部
  - 南佃一丁目 - 松森字佃、古館字安田、田屋敷字増田の各一部
  - 南佃二丁目 - 松森字佃、田屋敷字増田、浜館字見取、浜館字間瀬の各一部

## 交通

### 橋梁
- 自転車橋 - 八甲橋の隣にかかる。十和田湖に向かう自転車道が通る。
- 八甲橋 - 松森一丁目から桜川一丁目にかかる橋。
- 福田橋 - 奥野松森線が通る。松森一・二丁目と桜川をつなぐ。
- 晴雄橋 - 松森一丁目から桜川四丁目にかかる橋。歩兵第5連隊が練兵場に向かうために使った道路の途中にある。なお、第5連隊は現在の青森県立青森高等学校の場所にあった。練兵場は、現在の青森市浪打にあったが、1928年(昭和3年)に青森市戸山地区に移転している。
- 松桜橋 - 八重田蜆貝線が通る。松森三丁目と桜川六丁目をつなぐ。
- 南桜川橋 - 松森三丁目と桜川九丁目の南桜川団地をつなぐ。

### おもな道路
- 都市計画道路3･4･4 奥野松森線 - 松森一丁目と同二丁目の間を通る。漁港大通り幸畑線の松森一丁目交差点を起点として、桜川・奥野を経由し、勝田一丁目の青森みちのく銀行青森中央営業部前に至る。沿道には、青森放送本社があり、小規模な商店も多い。
- 都市計画道路3･3･5 漁港大通り幸畑線 - 通称東青森駅通り（藤田組通り）。地域の東端を通り、北の青森漁港・港町方面と南の古館・幸畑方面をつなぐ。沿道は商店が点在する。青森市営バスの戸山団地線（浜館経由）が通過する。
- 都市計画道路 3・4・3八重田蜆貝線 - 松森三丁目を貫く。東の中佃・小柳・八重田方面と、西の桜川・筒井方面をつなぐ。青森市営バス小柳線（南佃・桜川経由）が通過する。[4]

## 施設
- 青森市中央市民センター松森分館
- 青森テレビ
- 青森放送
- 松森幼稚園
- 福田保育園
- 郵政福田官舎
- 晃明寺
- 松尾神社